# Goffredo V d'Angiò

I possedimenti del conte d'Angiò verso l'anno 1150

Goffredo d'Angiò detto il Bello o Plantageneto, in francese Geoffroy V d'Anjou dit le Bel ou Plantagenêt (Angers, 24 agosto 1113 – Château-du-Loir, 7 settembre 1151) è stato Conte di Angiò e del Maine dal 1129 fino alla sua morte e poi Duca di Normandia, per diritto di conquista, dal 1144 al 1150.

## Origine
L'arcivescovo, Guglielmo, della città di Tiro, nell'odierno Libano, nel suo Historia rerum in partibus transmarinis gestarum ce lo presenta come figlio maschio primogenito del conte d'Angiò e conte di Tours, conte consorte e poi conte del Maine e infine reggente del Principato di Antiochia e re consorte del Regno di Gerusalemme, Folco il Giovane, e della contessa del Maine, Eremburga, figlia unica del conte del Maine, Elia I e di Matilde, come riporta nella sua Historia Ecclesiastica, Pars II, Liber IV del monaco e storico medievale, Orderico Vitale, signora di Château-du-Loir, figlia di Gervaso, signore di Château-du-Loir.
Folco il Giovane, come conferma Guglielmo di Tiro, nel suo Historia rerum in partibus transmarinis gestarum e anche secondo la Chronica Albrici Monachi Trium Fontium, era figlio del Conte di Angiò e conte di Tours, Folco IV il Rissoso e, come ci conferma la Chronica de Gestis Consulum Andegavorum, Chroniques d'Anjou, dalla sua ultima moglie Bertrada di Montfort, figlia terzogenita del signore di Montfort, Simone I (1025 circa - 25 settembre 1087), citata per la verità dalla Chronica de Gestis Consulum Andegavorum, Chroniques d'Anjou, come sorella del signore di Montfort, Amalrico (Bertrada era sorellastra di Amalrico II e sorella di Amalrico III) e della sua terza moglie, Agnese d'Évreux.

## Biografia

Blasone di Goffredo V d'Angiò.

I rapporti tra la contea d'Angiò e il ducato di Normandia che da oltre 50 anni erano conflittuali, tali continuarono a essere tra suo padre, Folco il Giovane, e il duca di Normandia e re d'Inghilterra, Enrico I Beauclerc, che cercava di rientrare in possesso del Maine, che suo fratello, Roberto II di Normandia aveva perso, nel 1069; secondo Orderico Vitale, però, nel febbraio 1113, nella località di Petra Peculata, vicino ad Alençon, fu trovata una soluzione diplomatica: Folco ricevette la contea del Maine da Enrico I, gli giurò fedeltà e fu concordato il matrimonio tra Guglielmo Adelin, erede di Enrico I e la primogenita di Folco, Alice, con l'accordo che Alice, alla morte della madre Eremburga, avrebbe ereditato la contea del Maine. Il matrimonio tra Alice, la figlia primogenita di Folco V d'Angiò, che, al momento del matrimonio, assunse il nome di Matilde, con Guglielmo, l'unico legittimo figlio maschio ed erede di Enrico I Beauclerc ebbe luogo a Lisieux, nel giugno del 1119.
Secondo le Chronicæ sancti Albini Andegavensis, Chroniques des Eglises d'Anjou Goffredo nacque in quello stesso anno, 1113, il 24 agosto (MCXIII Gaufridus comes natus est IX Kal Septembris)
Suo padre, Folco il Giovane, garantita la pace col ducato di Normandia, nel 1120, si recò, in pellegrinaggio, in Terra santa, accompagnato dalla moglie Eremburga e dai due figli maschi, Goffredo ed Elia. Secondo il cronista e monaco benedettino dell'abbazia di Malmesbury, nel Wiltshire (Wessex), Guglielmo di Malmesbury, però dovette rientrare nei suoi possedimenti a causa della morte del genero, Guglielmo Adelin. Guglielmo Adelin era perito, il 25 novembre 1120, al largo della costa normanna del Cotentin, nel naufragio notturno, a causa dell'urto contro uno scoglio affiorante della Nave Bianca, come ci narra Guglielmo di Malmesbury, nel paragrafo 419. La morte di Guglielmo vanificò il tentativo di pacificazione, riaprendo il contenzioso tra Folco il Giovane ed Enrico I, circa la dote di Matilde (Alice), la contea del Maine, come accenna Guglielmo di Malmesbury, nel paragrafo 419.
I rapporti tra Angiò e Normandia, per via del Maine, divennero nuovamente tesi, ma, dopo alcuni anni di tensioni, i rapporti tra Folco il Giovane ed Enrico I si appianarono in seguito ad un nuovo accordo di fidanzamento, nel 1127, tra Goffredo e la figlia di Enrico, Matilda d'Inghilterra, l'unica discendente legittima del Re d'Inghilterra e duca di Normandia. Ella era infatti figlia di Enrico I Beauclerc e della sua prima moglie, Matilde di Scozia (che prima delle nozze si chiamava, Edith, ma, per ingraziarsi i baroni normanni, il giorno del matrimonio, aveva preso il nome di Matilde), figlia a sua volta del re di Scozia, Malcolm III e della sua seconda moglie, Margherita del Wessex (sorella di Edgardo Atheling, ultimo discendente del Casato dei Wessex e pretendente alla corona d'Inghilterra).
Matilda aveva circa dieci anni più di Goffredo e, dal 1125, era vedova (e senza figli, come conferma il The Historical Works of Gervase of Canterbury, Vol. I) dell'Imperatore Enrico V, al quale, secondo il cronista, priore dell'abbazia di Bec e sedicesimo abate di Mont-Saint-Michel, Robert di Torigny, Matilda era stata fidanzata e consegnata, nel 1110, come ci viene confermato anche dagli Annales Winchecumbenses, che citano anche il matrimonio, nel 1114 e per questo ci teneva ad essere chiamata imperatrice.
Nel 1127, Matilde era divenuta ufficialmente l'erede di Enrico I, che infatti aveva convocato un grande concilio con tutti i nobili laici ed ecclesiastici più importanti, tra cui suo cognato, Davide I di Scozia, suo nipote, Stefano di Blois (Matteo di Parigi afferma che Stefano fu il primo a giurare) e il suo primogenito (illegittimo), Roberto di Gloucester e da tutti pretese il giuramento che avrebbero accettato Matilde come regina. La maggior parte accondiscese ma non gradì la soluzione e avrebbe gradito ancor meno se avesse saputo che Enrico trattava il matrimonio della figlia con il figlio del nemico storico dei normanni, il conte d'Angiò.
Nel giugno del 1128, a Le Mans, fu celebrato il matrimonio tra Goffredo il Bello e Matilda: di conseguenza la maggior parte dei baroni non riconobbe il proprio giuramento dell'anno prima. Enrico allora lo fece ripetere nel 1131; Robert di Torigny scrive che nell'estate del 1131, Enrico condusse con sé la propria figlia, Matilde, in Inghilterra e radunati tutti i maggiorenti del regno (e del ducato di Normandia) fu deliberato che avrebbero accettato come erede sua figlia e suo marito, il nuovo conte d'Angiò, Goffredo V il Bello.
Quando il re di Gerusalemme, Baldovino II dovette scegliere un marito per la figlia primogenita, Melisenda (1101 - 1161) che, in mancanza di eredi maschi, aveva dichiarato sua erede, Folco fu scelto, con il consenso dei signori del regno di Gerusalemme, per il fatto che già conosceva la Terra Santa, perché lo avevano visto combattere e infine perché vantava una quasi ventennale esperienza nel governo di Angiò e Maine, come ci conferma anche Guglielmo di Tiro.
All'inizio del 1129, Folco il Giovane lasciò dunque i suoi feudi francesi al figlio Goffredo e si trasferì a Gerusalemme, sposando Melisenda, il 2 giugno 1129. Goffredo quindi divenne conte d'Angiò e del Maine, anche se Elia, il suo fratello minore, reclamava per sé la contea del Maine e molto spesso, come ci conferma la Chronica de Gestis Consulum Andegavorum, Chroniques d'Anjou, ne fece richiesta al fratello.
Dal matrimonio di Matilde e il giovanissimo Goffredo, inizialmente tormentato da incompatibilità reciproche, nacquero solo dopo alcuni anni tre figli, al primo dei quali, nato il 5 marzo 1133, fu posto il nome del nonno, Enrico. Enrico I, in quello stesso anno, visitò la Normandia, per vedere il suo giovane nipote, ma, ben presto, iniziarono discussioni, per questioni territoriali, tra Enrico I e la figlia e il genero, Goffredo, ora conte d'Angiò e del Maine. Queste dispute e alcune ribellioni, forse ispirate da Goffredo, costrinsero Enrico I a trattenersi in Normandia, dove, nel 1135, durante una battuta di caccia nel Vexin, si ammalò all'improvviso e morì; secondo il The Historical Works of Gervase of Canterbury, Vol. I, per avvelenamento da cibo dopo aver mangiato con avidità una lampreda avariata, a Saint-Denis-le-Fermont; Enrico I morì il 2 dicembre, sia secondo il Florentii Wigornensis Monachi Chronicon, che gli Obituaires de Sens Tome I, mentre secondo le Chronicæ sancti Albini Andegavensis morì il 1º dicembre.
Alla morte del suocero di Goffredo, Enrico I, nel 1135, mentre i baroni anglo-normanni, ritenendosi svincolati dal giuramento del 1127 (ripetuto nel 1131), nel quale era stata posta come condizione, non rispettata dal re, l'approvazione preventiva di tutta la nobiltà su un eventuale matrimonio di Matilda, sembravano orientati ad eleggere re Tebaldo, conte di Blois e conte di Champagne, l'altro cugino di Matilde, il fratello minore di Tebaldo, Stefano, impossessatosi del tesoro reale, a Winchester, il 26 dicembre 1135, si fece incoronare re a Westminster. Sembra che il debole carattere di Stefano avesse fatto sì che molti nobili preferissero lui all'energica Matilde, descritta spesso di carattere astioso e difficile.
Anche Tebaldo accettò la nomina del fratello a re d'Inghilterra e duca di Normandia e a, nome di Stefano, concordò una tregua tra Angiò e Normandia, con Goffredo Plantageneto.
Matilda, non accettò e fece ricorso al papa Innocenzo II per il giuramento violato, inviando un suo vescovo a Roma; ma dopo circa due anni il papa, influenzato dal potente arcivescovo di Winchester, Enrico di Blois, fratello di Stefano, ritenne il giuramento fatto nullo perché appunto viziato dalla clausola del matrimonio celebrato senza il consenso della nobiltà inglese. Si aprì dunque in Inghilterra un periodo di guerre e contese, conosciuto come l'“Anarchia (o guerra civile) inglese”, mentre, nel contempo, Goffredo iniziò l'invasione della Normandia, dove, inizialmente, secondo Orderico Vitale, si limitò ad occupare alcuni castelli.
Nel marzo del 1137, Stefano finalmente poté occuparsi della Normandia, arrivando in Normandia, secondo il Florentii Wigornensis Monachi Chronicon, prima di Pasqua; Stefano voleva contrastare Goffredo il Bello, marito di Matilde, ma commise l'errore di affidare il comando del suo esercito anglo-normanno al suo amico fiammingo, Guglielmo d'Ypres, scontentando tutti i baroni normanni che cominciarono ad abbandonarlo e soprattutto suo cugino, Roberto di Gloucester, che abbandonò l'impresa. 
Secondo Orderico Vitale, dopo che Stefano, nel maggio 1137, aveva ricevuto l'investitura del ducato di Normandia dal re di Francia, Luigi VI, Goffredo, con le sue truppe, entrò in Normandia, iniziandone la conquista, con la condiscendenza del nuovo re di Francia, Luigi VII.
Stefano lasciò la Normandia, dopo nove mesi (in dicembre), durante l'Avvento; e in seguito Roberto di Gloucester si riavvicinò alla sorellastra Matilde, alleandosi militarmente al di lei marito Goffredo, e denunciò Stefano come usurpatore; Guglielmo di Malmesbury narra che Roberto cominciò ad appoggiare Matilde nel corso del 1038, mentre Robert de Torigni sostiene che raccolse intorno a sé altri sostenitori di Matilde.
Tra il 1138 e il 1140, Goffredo fece una donazione, inerente alcune proprietà in Angiò, secondo il documento n° CXXXVIII del Cartulaire noir de la cathédrale d'Anger in cui viene citata anche la moglie, Matilde, consenziente alla donazione.
Goffredo, mentre la moglie, Matilda, col fratellastro, Roberto di Gloucester, nel 1139, portava la guerra in Inghilterra, continuò l'invasione della Normandia e, man mano che occupava il territorio del ducato normanno, grazie al suo buon governo, riusciva a persuadere gli abitanti a dimenticare il loro pregiudizio anti angioino e convincerli a sostenerlo nel nome del suo erede, il futuro duca Enrico II. Nel 1141, Goffredo aveva occupato la contea di Mortain, il castello di Montfort e Falaise, nel 1141 e Lisieux, nel 1142, il Cotentin e l'Avranches, alla fine del 1143, anche tutto il clero parteggiava per Goffredo e, nel corso di quell'anno, Goffredo il Bello aveva continuato a combattere per la conquista della Normandia e verso la fine di quell'anno, o, nel gennaio del 1144, era riuscito a conquistare la città di Rouen, dove era stato acclamato duca di Normandia (lo storico francese, Louis Alphen, la conquista di Rouen la fa risalire al 23 aprile 1144). Goffredo, assunto il titolo di duca, portò a termine la conquista della Normandia, venendo riconosciuto duca di Normandia, anche dallo stesso Stefano. Nell'arco di cinque anni Goffredo si era impossessato del ducato di Normandia e il titolo gli venne riconosciuta dal Re di Francia, Luigi VII, che in contropartita ottenne da Goffredo il castello di Gisors. Nel 1145 solo il castello di Arques era rimasto fedele a Stefano.
Goffredo governò la Normandia senza stravolgere il sistema di governo che era stato instaurato da Enrico I, i funzionari del governo normanno erano reclutati in Normandia e non nell'Angiò, e inoltre dichiarò subito che agiva per conto del figlio, Enrico, e tutti i documenti che firmava lo faceva congiuntamente al figlio e, nel 1150, appena il figlio, Enrico, raggiunse l'età di diciassette anni, Goffredo abdicò dal ducato di Normandia, mantenendo i titoli di Angiò e Maine e si ritirò a vivere in Angiò.
Per ciò che concerne il Maine, dopo che Goffredo in nome della moglie Matilde aveva conquistato, nel 1144, il ducato di Normandia, Elia, nel 1145, si ribellò apertamente, ma Goffredo lo sconfisse e, sempre secondo la Chronica de Gestis Consulum Andegavorum, Chroniques d'Anjou, lo imprigionò, tenendolo in carcere in Turenna per parecchio tempo.
Solo, dopo essere stato liberato, Elia entrò in possesso della contea del Maine, come Elia II, anche se nel documento n° XIV, datato verso la fine del 1150, del Recueil des actes de Henri II roi d´Angleterre et duc de Normandie, Tome I. suo nipote, il Duca di Normandia, Enrico II, lo cita come (Helias frater ducis) fratello del duca, Goffredo.
Nel 1151, il figlio di Stefano, Eustachio, titolare della contea di Mortain, per l'abdicazione di sua madre, Matilde di Boulogne era diventato il conte di Boulogne, Eustachio IV e, nel mese di giugno, alleatosi col cognato, Luigi VII ed Eustachio, attaccarono il Caux (la zona dell'Alta Normandia compresa tra la Senna e il mare), dove riuscirono a sconfiggere il nuovo duca di Normandia, Enrico II Plantageneto, sceso in campo col padre Goffredo Plantageneto, e proseguendo nella loro azione, in luglio, giunsero a Sées, che fu messa a fuoco.
Nel mese di agosto, mentre si preparavano a rientrare in Normandia con un nuovo e più grande esercito, Luigi VII si ammalò e le operazioni furono sospese. La pace che seguì obbligò i Plantageneti a consegnare al re di Francia, non solo Gisors, che non era stata ancora consegnata, ma anche tutto il Vexin, inclusa la parte normanna.
Secondo la Chronique de Robert de Torigni, abbé de Mont-Saint-Michel,Tome I, Goffredo morì all'improvviso, il 7 settembre 1151 (anche secondo il Chronicon Vindocinense, Goffredo il Bello morì lo stesso anno del fratello Elia, nel 1151,), Château-du-Loir (nel Maine attuale dipartimento de Sarthe), non ancora quarantenne, per via di una febbre che lo colpì, dopo aver fatto un bagno nella Loira. Gli successe, nelle contee di Angiò e del Maine, il figlio primogenito Enrico, già duca di Normandia e futuro primo re inglese della famiglia dei Plantageneti (secondo la Chronique de Robert de Torigni, abbé de Mont-Saint-Michel,Tome I, che conferma la successione di Enrico II, al figlio secondogenito, Goffredo, diede quattro castelli).
Goffredo fu tumulato nella cattedrale di Le Mans.

## Discendenza
Goffredo da Matilde ebbe tre figli:
- Enrico[18] (1133-1189), re d'Inghilterra, duca di Normandia, conte d'Angiò e del Maine, e sposando Eleonora d'Aquitania, duca consorte d'Aquitania e conte consorte del Poitou;
- Goffredo[18] (1134-1158), conte d'Angiò e del Maine, e poi Conte di Nantes, senza discendenza;
- Guglielmo (agosto 1136[62], Argentan[63]-30 gennaio 1164, Rouen[64]), detto Lungaspada[65], secondo il Domesday Descendants, nelle pagine 989 e 990, ricevette dal fratello Enrico diversi feudi in Inghilterra e fu visconte di Dieppe[60]. Fu anche conte del Poitou[60]. Morì senza discendenza[60].

Goffredo ebbe anche tre figli illegittimi, da una oppure tre amanti diverse:
- Hamelin d'Angiò (definito fratello del re Enrico II, quando presenziò all'incoronazione del nipote, Riccardo Cuor di Leone[66]-circa 1130 – 7 maggio 1202), divenne 5º conte del Surrey, nel 1159, sposando Isabella di Warenne (? - † 1199), contessa del Surrey, vedova del conte di Mortain e conte di Boulogne, Guglielmo I di Boulogne, figlio di Stefano di Blois
- Maria, monaca e poi badessa di Shaftesbury[60].
- Emma, che sposò Dafydd ab Owain Gwynedd, principe del Galles del Nord nel 1174[67].

## Ascendenza
|                            |                                            |                                                       | Genitori                                    |  |  | Nonni |  |  | Bisnonni                |  |  | Trisnonni                        |  |
|                            |                                            |                                                       |                                             |  |  |       |  |  | Goffredo II di Gâtinais |  |  | Ugo di Perche, Conte di Gâtinais |  |
|                            |                                            |                                                       |                                             |  |  |       |  |  | Goffredo II di Gâtinais |  |  | Ugo di Perche, Conte di Gâtinais |  |
|                            |                                            | Beatrice di Mâcon                                     |                                             |  |  |       |  |  | Goffredo II di Gâtinais |  |  |                                  |  |
| Folco IV d'Angiò           |                                            |                                                       |                                             |  |  |       |  |  | Goffredo II di Gâtinais |  |  |                                  |  |
|                            |                                            | Ermengarda detta Bianca d'Angiò, Duchessa di Borgogna | Folco III Nerra o "il Nero"                 |  |  |       |  |  |                         |  |  |                                  |  |
|                            |                                            | Ermengarda detta Bianca d'Angiò, Duchessa di Borgogna | Folco III Nerra o "il Nero"                 |  |  |       |  |  |                         |  |  |                                  |  |
|                            |                                            | Ermengarda detta Bianca d'Angiò, Duchessa di Borgogna | Ildegarda di Sundgau                        |  |  |       |  |  |                         |  |  |                                  |  |
| Folco V d'Angiò            |                                            | Ermengarda detta Bianca d'Angiò, Duchessa di Borgogna |                                             |  |  |       |  |  |                         |  |  |                                  |  |
|                            |                                            | Simone I di Montfort                                  | Amalrico I di Montfort                      |  |  |       |  |  |                         |  |  |                                  |  |
|                            |                                            | Simone I di Montfort                                  | Amalrico I di Montfort                      |  |  |       |  |  |                         |  |  |                                  |  |
|                            |                                            | Simone I di Montfort                                  | Bertrada di Gometz                          |  |  |       |  |  |                         |  |  |                                  |  |
| Bertrada di Montfort       |                                            | Simone I di Montfort                                  |                                             |  |  |       |  |  |                         |  |  |                                  |  |
|                            |                                            | Agnese d'Évreux                                       | Riccardo d'Évreux                           |  |  |       |  |  |                         |  |  |                                  |  |
|                            |                                            | Agnese d'Évreux                                       | Riccardo d'Évreux                           |  |  |       |  |  |                         |  |  |                                  |  |
|                            |                                            | Agnese d'Évreux                                       | Godehilde                                   |  |  |       |  |  |                         |  |  |                                  |  |
| Goffredo V d'Angiò         |                                            | Agnese d'Évreux                                       |                                             |  |  |       |  |  |                         |  |  |                                  |  |
|                            | Giovanni di Baugency, Signore de la Flèche | Lancelin I de Baugency, Signore de la Flèche          |                                             |  |  |       |  |  |                         |  |  |                                  |  |
|                            | Giovanni di Baugency, Signore de la Flèche | Lancelin I de Baugency, Signore de la Flèche          |                                             |  |  |       |  |  |                         |  |  |                                  |  |
|                            | Giovanni di Baugency, Signore de la Flèche | Haberge (possibile)                                   |                                             |  |  |       |  |  |                         |  |  |                                  |  |
| Elia I del Maine           | Giovanni di Baugency, Signore de la Flèche |                                                       |                                             |  |  |       |  |  |                         |  |  |                                  |  |
|                            |                                            | Paola del Maine                                       | Eriberto I del Maine                        |  |  |       |  |  |                         |  |  |                                  |  |
|                            |                                            | Paola del Maine                                       | Eriberto I del Maine                        |  |  |       |  |  |                         |  |  |                                  |  |
|                            |                                            | Paola del Maine                                       | Paola de Preuilly (possibile)               |  |  |       |  |  |                         |  |  |                                  |  |
| Eremburga del Maine        |                                            | Paola del Maine                                       |                                             |  |  |       |  |  |                         |  |  |                                  |  |
|                            |                                            | Gervais II, Signore di Château-du-Loir                | Robert Brochard, Signore di Château-du-Loir |  |  |       |  |  |                         |  |  |                                  |  |
|                            |                                            | Gervais II, Signore di Château-du-Loir                | Robert Brochard, Signore di Château-du-Loir |  |  |       |  |  |                         |  |  |                                  |  |
|                            |                                            | Gervais II, Signore di Château-du-Loir                | Elisabeth                                   |  |  |       |  |  |                         |  |  |                                  |  |
| Matilda di Château-du-Loir |                                            | Gervais II, Signore di Château-du-Loir                |                                             |  |  |       |  |  |                         |  |  |                                  |  |
|                            |                                            | Eremburga                                             | …                                           |  |  |       |  |  |                         |  |  |                                  |  |
|                            |                                            | Eremburga                                             | …                                           |  |  |       |  |  |                         |  |  |                                  |  |
|                            |                                            | Eremburga                                             | Mathilde                                    |  |  |       |  |  |                         |  |  |                                  |  |
|                            |                                            | Eremburga                                             |                                             |  |  |       |  |  |                         |  |  |                                  |  |

## I Plantageneti e la leggenda di Artù
La dinastia dei Plantageneti tentò di recuperare, a fini politici, la leggenda della Tavola Rotonda stabilendo un legame con Artù. Robert Wace nel suo Roman de Brut, scritto verso la metà del XII secolo, e dedicato alla duchessa d'Aquitania Eleonora, fa riferimento alla leggenda, riprendendo ciò che aveva scritto Goffredo di Monmouth nella sua Histoire des Rois de Bretagne, scritta verso il 1138 e dedicata a Roberto di Gloucester.

### Fonti primarie
- (LA)  Ordericus Vitalis, Historia Ecclesiastica, vol. II.
- (LA)  Ordericus Vitalis, Historia Ecclesiastica, vol. III, liber VI - IX.
- (LA)  Ordericus Vitalis, Historia Ecclesiastica, vol. IV, liber X - XIII.
- (LA)  Ordericus Vitalis, Historia Ecclesiastica, vol. unicum.
- (LA)  Cartulaire noir de la cathédrale d'Anger.
- (LA)  Monumenta Germaniae Historica, Scriptores, tomus XXIII.
- (LA)  Monumenta Germaniae Historica, Scriptores, tomus XVI.
- (LA)  Chronica de Gesta Consulum Andegavorum, Chroniques d'Anjou.
- (LA)  Historia Rerum in partibus transmarinis gestarum.
- (LA)  Matthæi Parisiensis, monachi Sancti Albani, Chronica majora, vol I.
- (LA)  The Historical Works of Gervase of Canterbury, Vol. I.
- (LA)  Florentii Wigorniensis monachi Chronicon, Tomus II.
- (LA)  Guglielmo di Malmesbury, Gesta Regum Anglorum.
- (LA)  Cartulaire de l'abbaye cardinale de la Trinité de Vendôme, Tomes IV.
- (LA)  Recueil des actes de Henri II roi d´Angleterre et duc de Normandie, Tome I.
- (LA)  Guglielmo di Malmesbury, Gesta Regum Anglorum.
- (LA)  Cartulaire de l'abbaye de la Sainte-Trinité de Tiron, Tome I.
- (LA)  Chronique de Robert de Torigny, Vol. I.
- (LA)  Matthæi Parisiensis, Monachi Sancti Albani, Chronica Majora, Vol. II.
- (LA)  Rerum Gallicarum et Francicarum Scriptires, tomus XII.
- (LA)  Gesta Regis Henrici Secundi Benedicti Abbatis, The Chronicle of the reigns of Henry II and Richard I 1169-1192, known commonly under the name of Benedict of Peterborough.
- (EN)  Chronicle of the Kings of England: From the Earliest Period to the Reign, of king William's children.
- (LA)  Historiæ Normannorum Scriptores Antiqui.

### Letteratura storiografica
- Charles Lethbridge kingsford, "Il regno di Gerusalemme, 1099-1291", cap. XXI, vol. IV (La riforma della chiesa e la lotta fra papi e imperatori) della Storia del Mondo Medievale, 1999, pp. 757–782.
- Louis Alphen, "La Francia: Luigi VI e Luigi VII (1108-1180)", cap. XVII, vol. V (Il trionfo del papato e lo sviluppo comunale) della Storia del mondo medievale, 1999, pp. 705–739
- William John Corbett, "Inghilterra, 1087-1154", cap. II, vol. VI (Declino dell'impero e del papato e sviluppo degli stati nazionali) della Storia del Mondo Medievale, 1999, pp. 56–98.